# Ferdynand Fabian Plater
Ferdynand Fabian Plater herbu własnego (zm. 1739) – marszałek nadworny litewski w 1739 roku, łowczy litewski w 1735 roku, podkomorzy wiłkomierski (1718, 1731 r.), podkomorzy  inflancki w 1713 roku, koniuszy inflancki w 1696 roku, starosta jodkański (1771) w powiecie wiłkomierskim.
Podpisał pacta conventa Augusta III Sasa w 1733 roku. W 1734 roku był konsyliarzem wiłkomierskim w konfederacji, zawiązanej w obronie Augusta III Sasa.
Poseł województwa wileńskiego na sejm zwyczajny pacyfikacyjny 1735 roku. Jako stronnik Augusta III Sasa podpisał uchwałę Rady Generalnej Konfederacji Warszawskiej w 1735 roku.

## Życiorys
Ferdynand Fabian Plater był synem Jana Andrzeja i Ludwiki Marii z Grothusów. 31 marca 1739 r. został marszałkiem nadwornym litewskim. Ożenił się z Jadwigą Elżbietą (zm. 1754), z którą nie miał dzieci.